# Dienis Tierientjew
Dienis Siergiejewicz Tierientjew (ros. Дени́с Серге́евич Тере́нтьев; ur. 13 sierpnia 1992 w Petersburgu) – rosyjski piłkarz grający na pozycji obrońcy w FK Rostów.

## Kariera klubowa
Tierientjew to wychowanek szkółki Zenitu. Treningi rozpoczął w wieku siedmiu lat. W 2010 roku wraz z drużyną do lat 19 Zenitu zdobył brązowy medal mistrzostw Rosji w tej kategorii wiekowej. W tym samym roku został włączony do kadry pierwszej drużyny lecz na debiut przyszło mu poczekać aż do 13 maja 2012 roku, gdy w meczu ostatniej kolejki sezonu 2011/12 przeciwko Anży Machaczkała zastąpił w 89. minucie Tomáša Hubočana. We wrześniu 2012 roku został oddany na wypożyczenie do grającego wówczas w Pierwyj diwizion - Toma Tomsk. Grając na wypożyczeniu Dienis wystąpił w piętnastu spotkaniach i przyczynił się do awansu swojej drużyny na najwyższy szczebel rozgrywkowy. Wypożyczenie zostało przedłużone na kolejny sezon, jednak w nim Dienis występował zdecydowanie rzadziej, pojawiając się zaledwie raz na boisku. Po zakończeniu sezonu 2013/14 powrócił do Zenitu, gdzie jednak grywał głównie w drugiej drużynie, a tylko raz znalazł się w kadrze na mecz pierwszego zespołu. W lutym 2015 roku ponownie trafił na wypożyczenie do Toma, który znów występował w Pierwyj diwizion.
Latem 2015 roku został pozyskany na zasadzie wolnego transferu przez FK Rostów. Pod okiem trenera Gurbana Berdiýewa wyrósł na czołowego obrońcę klubu z którym w sezonie 2015/16 sięgnął po wicemistrzostwo Rosji. Dzięki temu sukcesowi Tierientjew zadebiutował w meczu Ligi Mistrzów UEFA w przegranym 2:1 meczu przeciwko Atlético Madryt, gdzie w 73. minucie meczu zmienił Cimafieja Kałaczowa.
9 czerwca 2017 roku, Zenit ogłosił podpisanie trzyletniego kontraktu ze swoim wychowankiem. Kwota odstępnego wynosiła 2 miliony Euro. W sezonie 2019/2020 był wypożyczony do FK Ufa. W 2020 wrócił do Rostowa.